# Bardistus
Bardistus is een kevergeslacht uit de familie van de boktorren (Cerambycidae). De wetenschappelijke naam van het geslacht werd voor het eerst geldig gepubliceerd in 1841 door Newman.

## Soorten
Bardistus is monotypisch en omvat slechts de volgende soort:
- Bardistus cibarius Newman, 1841